# تقانة نارية

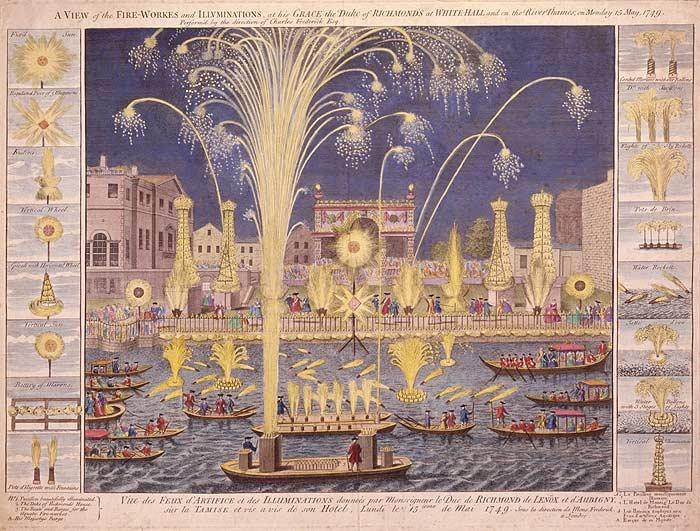
لوحة تعبّر عن موسيقى الألعاب النارية الملكية في لندن في القرن الثامن عشر، حيث ان الألعاب النارية من أقدم تطبيقات التقانة النارية.

التقانة النارية (Pyrotechnics) هو علم استخدام المواد القادرة على الخضوع لتفاعلات كيميائية ناشرة للحرارة لها إمكانية الاحتواء والاستمرار الذاتي وذلك من أجل إنتاج الحرارة و/أو الضوء و/أو الغاز و/أو الدخان و/أو الصوت.
تشمل التقانة النارية إنتاج الألعاب النارية وأعواد الثقاب وشمعة الأكسجين واستخدام المتفجّرات في تعدين المناجم وهدم المباني، بالإضافة إلى مكوّنات الوسادة الهوائية في السيّارات.